# Heracleia da Traquínia

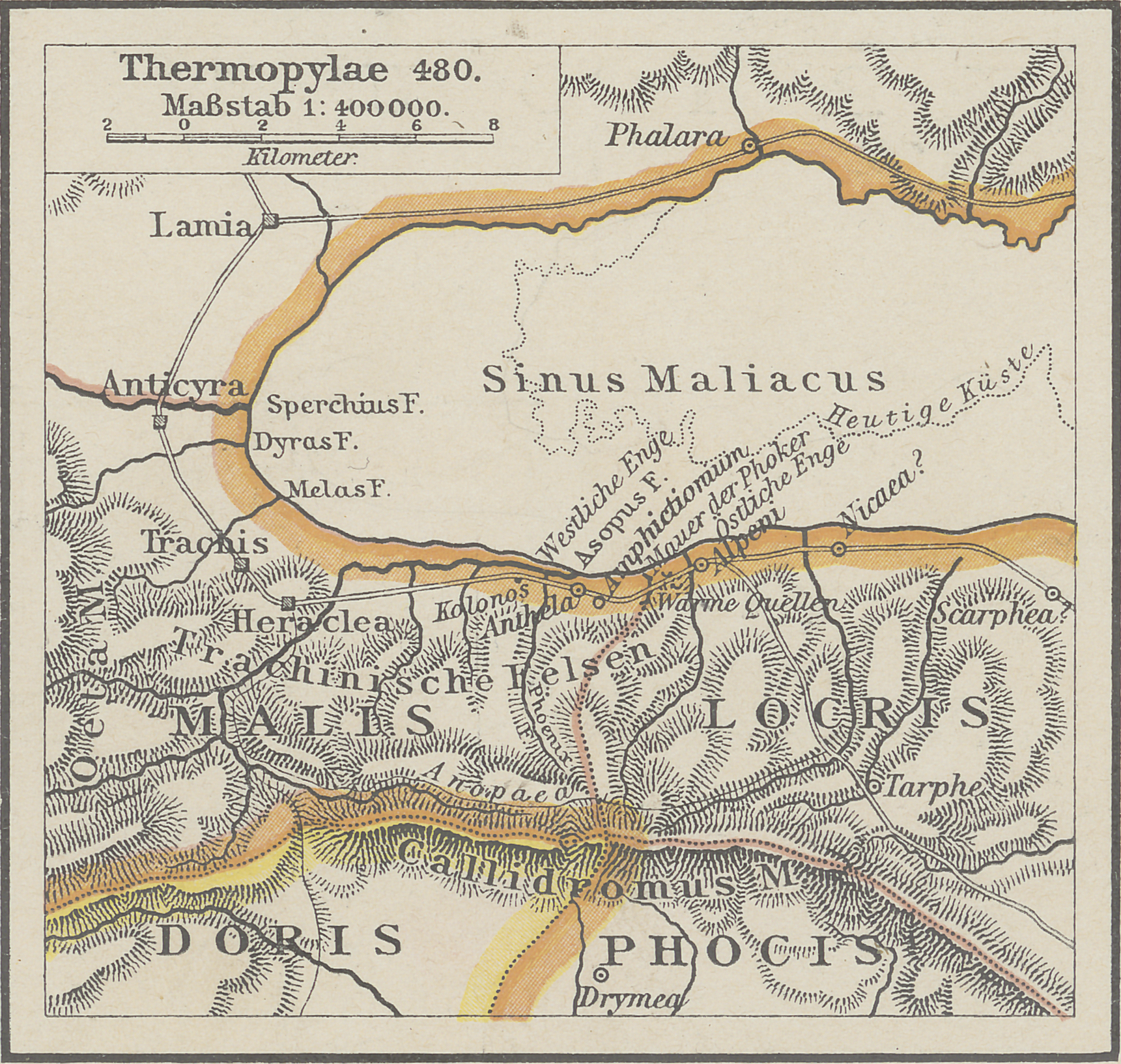
Mapa da região das Termópilas, mostrando a Traquínia (Trachis) como diferente de Heracleia (Heraclea).

Heracleia foi uma cidade da Tessália, refundada pelos lacedemônios durante a Guerra do Peloponeso. 
A cidade é a mesma que Homero cita com o nome Traquínia (Trachis) e que Plínio chama de Trachia.
Segundo o geógrafo Estêvão , Traquínia era uma vila localizada aos pés do Monte Eta, fundada por Hércules, que havia dado este nome por causa da irregularidade do terreno, bastante montanhoso.
Durante a Guerra do Peloponeso, a cidade de Traquínia estava em guerra contra seus vizinhos, os Oetaeans, por vários anos, e havia perdido uma grande parte de seus habitantes. Os lacedemônios, que se consideravam uma colônia de traquínios, decidiram tomar conta da cidade, e, tanto por causa de parentesco, ou porque Héracles, seu ancestral, havia habitado na Traquínia, decidiram fazer dela uma grande cidade.
Em 426 a.C., os lacedemônios colonizaram Traquínia, e mudaram seu nome para Heracleia. Foram enviados 4000 colonos de Esparta e do Peloponeso, e com mais 6000 outros gregos que quiseram formar a colônia, o número chegou a 10000; após dividirem o território, os colonos mudaram seu nome para Heracleia.
Em 420 a.C., Heracleia foi atacada por uma aliança de povos vizinhos, foi derrotada, perdeu vários homens, e seus cidadãos tiveram que se refugiar atrás das muralhas. Eles pediram ajuda aos beócios, e Tebas enviou uma força de 1000 hoplitas, e salvou a cidade.
Na época de Estrabão, Heracleia se encontrava arruinada; segundo Demétrio de Calate, esta e várias outras cidades gregas haviam sido destruídas por sismos.